# Meall a’ Bhùiridh
Der Meall a’ Bhùiridh ist ein 1108 Meter hoher Berg in den schottischen Highlands. Der gälische Name des als Munro eingestuften Gipfels bedeutet etwa Berg des Hirschröhrens. oder Berg des Gebrülls. Er liegt im Gebiet der Council Area Highland. An seinen Nordhängen liegt eines von vier schottischen Skigebieten mit Aufstiegshilfen.

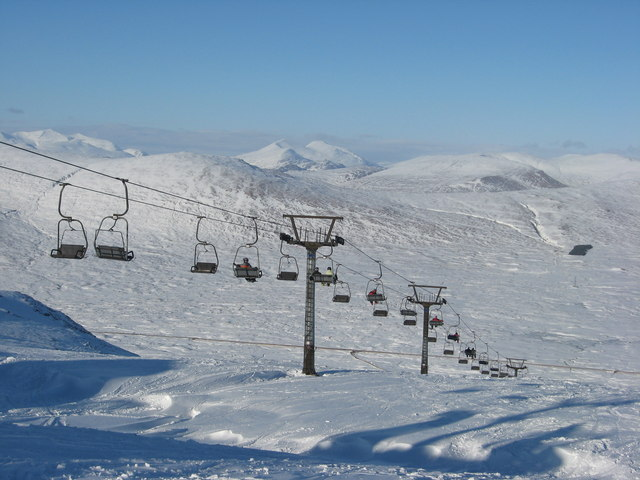
Der Sessellift am Nordhang des Meall a’ Bhùiridh

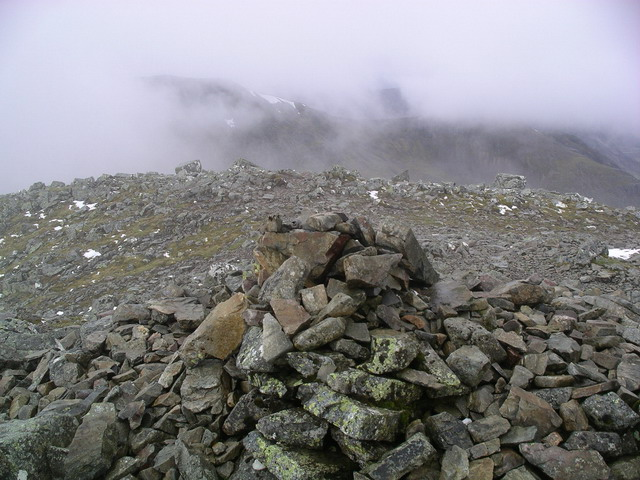
Der Gipfelcairn des Meall a’ Bhùiridh

Er ist die höchste Erhebung in der Bergkette der Black Mount, die sich am Westrand von Rannoch Moor nördlich und westlich von Loch Tulla und östlich von Glen Etive etwa in Süd-Ost-Richtung erstreckt. Der Meall a’ Bhùiridh fällt nach Osten und Norden mit flachen grasigen Hängen ab, dagegen fällt er nach Süden und Westen steiler ab. Im Gipfelbereich ist der Meall a’ Bhùiridh felsig durchsetzt und ragt steil auf. Im Südosten liegt der Verbindungsattel zum nordwestlich benachbarten und durch das tief eingeschnittene Cam Ghleann getrennten und 1100 Meter hohen Creise, der ebenfalls als Munro eingestuft ist. Nordwestlich benachbart liegt der Buachaille Etive Mòr, an den sich das nach Westen abfallende Glen Coe anschließt.
An den Nordhängen des Meall a’ Bhùiridh befindet sich das Glencoe Mountain Resort, auch als White Corries ski area bezeichnet. Dieses Skigebiet kann mit einem ganzjährig verkehrenden Sessellift erreicht werden. Die Talstation liegt am Fuß des Berges am Ende einer kurzen Stichstraße der A82, etwa zwei Kilometer südlich des Kings House Hotel. Das Skigebiet wurde 1956 als erstes schottisches Skigebiet mit Aufstiegshilfen in Betrieb genommen. Neben dem Sessellift umfasst das Skigebiet mehrere Skilifte an den Nordhängen des Bergs. Im Sommer bietet das Resort diverse Trails für Mountainbiking an.
Der Zustieg zum Gipfel erfolgt in der Regel von der Tal- oder Bergstation des Sessellifts. Der Weg führt parallel zum Lift und von der Bergstation zunächst zum breiten Bealach zwischen dem Hauptgipfel und dem nördlich vorgelagerten Vorgipfel Creag Dhubh. Der Aufstieg erfolgt dann über den breiten Nordgrat bis zum durch einen Cairn markierten Gipfel. Die meisten Munro-Bagger verbinden die Besteigung des Meall a’ Bhùiridh mit dem Übergang zum benachbarten Creise.